# Na twaalf uur 's nachts
Na twaalf uur 's nachts (Zweeds: Medan staden sover) is een Zweedse misdaadfilm uit 1950 onder regie van Lars-Eric Kjellgren.

## Verhaal
In Stockholm vervallen Jompa en zijn werkloze vrienden van kleine roof uit balorigheid langzaamaan tot echte misdaad. Na contact met de politie schrikken de jongens terug. Alleen Jompa zelf gaat ondanks zijn zwangere vriendin almaar verder het slechte pad op.

## Rolverdeling
| Acteur                | Personage                     |
| --------------------- | ----------------------------- |
| Sven-Eric Gamble      | Jompa                         |
| Inga Landgré          | Iris Lindström                |
| Adolf Jahr            | Vader van Iris                |
| Elof Ahrle            | Ploegbaas bij Svea Bilservice |
| John Elfström         | Vader van Jompa               |
| Hilding Gavle         | Heler                         |
| Carl Ström            | Hansson                       |
| Ulf Palme             | Kalle Lund                    |
| Barbro Hiort af Ornäs | Rutan                         |
| Märta Dorff           | Moeder van Iris               |
| Ilse-Nore Tromm       | Moeder van Jompa              |
| Ulla Smidje           | Asta                          |
| Hans Sundberg         | Knatten Gustafsson            |
| Arne Ragneborn        | Richard Sunberg               |
| Lennart Lundh         | Gunnar Lindström              |